# Maritozzo
Un maritozzo (au pluriel maritozzi) est un type de dessert romain cuisiné à partir de petits pains faits de farine, d'œufs, de miel, de beurre et de sel, puis remplis de crème fouettée. On peut aussi y agrémenter des pignons, du raisin ou de la pelure d'orange confite. Parfois, l'intérieur est rempli de glace à la vanille. La recette est typique du Latium, mais est aussi répandue dans les Marches, où les noisettes ne sont pas présentes, ainsi que dans les Pouilles et la Sicile, où il s'agit d'un gâteau de la forme d'un pain, mais qui ne contient ni noisettes, ni raisins.

## Histoire
Les premières apparitions datent de la Rome antique. Le nom viendrait de la coutume des hommes de donner le dessert à leurs compagnes, le nom venant du mot italien « marito », qui siginifie « époux ». À l'occasion, des bijoux étaient cachés dans le dessert lorsqu'il était donné.

## Variations locales
À Rome, le pain est de forme arrondie. Dans les Marches, le pain allongé, comme une saucisse effilée, qui ne contient pas de pignons. Dans les Pouilles et en Sicile, le pain est de la forme d'une tresse, plus doux que son équivalent romain, et ne contient ni pignons, ni raisins.
On note aussi une version salée du mets qui contient moins de sucre et est remplie d'une crème salée, plus populaire dans la cuisine de rue.